# Brachiaria mollis
Brachiaria mollis là một loài thực vật có hoa trong họ Hòa thảo. Loài này được (Sw.) Parodi mô tả khoa học đầu tiên năm 1969.